# Schattseite (Gemeinde Glödnitz)
Schattseite, früher auch Schattseite-Glödnitz, ist eine Ortschaft in der Gemeinde Glödnitz im Bezirk Sankt Veit an der Glan in Kärnten. Die Ortschaft hat 11 Einwohner (Stand 1. Jänner 2024).

## Lage
Schattseite liegt in der Katastralgemeinde Glödnitz, an den rechtsseitigen Hängen des Glödnitztals, etwa 4 km nordwestlich des Gemeindehauptorts Glödnitz.
Zur Ortschaft gehören Kaufmannhube (Nr. 1), Zwölfer (Nr. 3), Pick (Nr. 4 und Nr. 7), Jägerhube (Jager, Nr. 6), Schleichhube (Forsthaus Schleichen, Nr. 8) und ein Haus ohne Vulgonamen (Nr. 9).
Die im Franziszeischen Kataster noch verzeichneten Höfe Hoffer (oberhalb von Jager), Ossanegger (unterhalb von Jager), Kropf (oberhalb von Zwölfer) existieren nicht mehr.

## Geschichte
Bei Gründung der Ortsgemeinden Mitte des 19. Jahrhunderts kam Schattseite an die Gemeinde Glödnitz. Bei der Kärntner Gemeindestrukturreform von 1973 kam der der Ort an die damals neu errichtete Gemeinde Weitensfeld-Flattnitz, seit deren Auflösung 1991 gehört die Ortschaft wieder zur Gemeinde Glödnitz.

## Bevölkerungsentwicklung
Für die Ortschaft ermittelte man folgende Einwohnerzahlen:
- 1869: 8 Häuser, 38 Einwohner[2]
- 1880: 9 Häuser, 28 Einwohner[3]
- 1890: 9 Häuser, 34 Einwohner[4]
- 1900: 9 Häuser, 35 Einwohner[5]
- 1910: 7 Häuser, 26 Einwohner[6]
- 1923: 8 Häuser, 19 Einwohner[7]
- 1934: 46 Einwohner[8]
- 1961: 6 Häuser, 46 Einwohner[9]
- 1971: 5 Häuser, 30 Einwohner, 1 Almhütte
- 2001: 5 Gebäude (davon 1 mit Hauptwohnsitz) mit 6 Wohnungen; 5 Einwohner und 3 Nebenwohnsitzfälle; 2 Haushalte; 0 Arbeitsstätten, 1 land- und forstwirtschaftlicher Betrieb[10]
- 2011: 6 Gebäude, 9 Einwohner, 4 Haushalte, 0 Arbeitsstätten[11]
- 2021: 6 Gebäude, 10 Einwohner, 5 Haushalte, 2 Arbeitsstätten[12]